# Empire (album Kasabian)
Empire è il secondo album in studio del gruppo musicale britannico Kasabian, pubblicato il 28 agosto 2006.
L'album ha debuttato direttamente alla prima posizione della classifica britannica dopo la sua pubblicazione ed è stato preceduto da un singolo nel luglio 2006, l'omonimo Empire. È inoltre il primo album dei Kasabian realizzato senza Christopher Karloff, che figura solo come autore in tre brani.

## Il disco
L'album si divide sostanzialmente in tre diverse parti: la prima, caratterizzata da uno stile tipicamente rock anni 60, lascia spazio dopo Sun Rise Light Flies all'elettronica psichedelica che ricorda le prime canzoni della band; la penultima traccia, British Legion, è una ballata acustica che spezza nuovamente le sonorità dell'album, che si conclude con Doberman, altro brano rock.
Empire è stato registrato in circa due settimane dopo il tour con gli Oasis. Secondo Tom Meighan, "Empire" è una parola usata dalla band per descrivere qualcosa di buono.

## Tracce
Testi di Sergio Pizzorno. Musiche di Sergio Pizzorno, eccetto dove indicato.
1. Empire – 3:53 (musica: Pizzorno, Karloff)
2. Shoot the Runner – 3:27
3. Last Trip (In Flight) – 2:53
4. Me Plus One – 2:28
5. Sun Rise Light Flies – 4:08
6. Apnoea – 1:48
7. By My Side – 4:14 (musica: Pizzorno, Karloff)
8. Stuntman – 5:19 (musica: Pizzorno, Karloff)
9. Seek & Destroy – 2:15
10. British Legion – 3:19
11. The Doberman – 5:34

Tracce bonus nell'edizione iTunes
1. Ketang – 2:11
2. Heroes (David Bowie cover) – 2:30 (testo e musica di David Bowie e Brian Eno)
3. Empire (Video) – 4:52
4. Empire (Commentary) – 9:43

Tracce bonus nell'edizione giapponese
1. Stuntman (Live from the Radio One Zane Lowe Session)
2. Empire (Homecoming with XFM)
3. Shoot the Runner (Homecoming with XFM)
4. Me Plus One (Homecoming with XFM)
5. Last Trip (In Flight) (Homecoming with XFM)

DVD bonus nell'edizione giapponese
1. Empire (Video)
2. Empire (Making of)
3. Empire (Live at 4Music Presents)
4. Shoot the Runner (Video)
5. Shoot the Runner (Video - pre-animation)
6. Shoot the Runner (Live at 4Music Presents)
7. Stuntman (Live at 4Music Presents)
8. By My Side (Live at 4Music Presents)

DVD bonus nell'edizione speciale
1. Empire (Video)
2. Empire (Documentary)
3. Empire (Making of)

## Formazione
Kasabian
- Tom Meighan – voce
- Sergio Pizzorno – voce, chitarra, tastiera, sintetizzatore, programmazione
- Chris Edwards – basso
- Ian Matthews – batteria, percussioni

Altri musicisti
- Joanna Wolf – cori in Empire
- Farhat Bouallagui – viola, violino in Empire, Me Plus One, Sun Rise Light Flies e The Doberman
- Bouzid Ezzedine – violino in Empire, Me Plus One, Sun Rise Light Flies e The Doberman
- Jasser Haj Youssef – violino in Empire, Me Plus One, Sun Rise Light Flies e The Doberman
- James Banbury – violoncello in By My Side
- Jo Archard – violino in By My Side
- Fiona McCapra – violino in By My Side
- Vince Greene – viola in By My Side
- Nick Attwood – trombone in Shoot the Runner
- Craig Crofton – sassofono in Shoot the Runner
- Gary Alesbrook – tromba in The Doberman

Produzione
- Jim Abiss – produzione
- Kasabian – produzione
- Jean-Loup Morette – ingegneria
- Beatle Ben – assistenza ingegneria
- Andy Wallace – missaggio
- Owen Skinner – assistenza missaggio
- George Marino – mastering
- Andy Hayes – layout
- Julie Verhoevan – illustrazioni
- Graeme Lowe – management

## Classifiche
| Classifiche (2006) | Posizione massima |
| ------------------ | ----------------- |
| Austria            | 64                |
| Francia            | 56                |
| Giappone           | 8                 |
| Irlanda            | 3                 |
| Italia             | 40                |
| Nuova Zelanda      | 19                |
| Regno Unito        | 1                 |
| Stati Uniti        | 114               |
| Svizzera           | 47                |